# Харитонов Леонід Володимирович
Леонід Володимирович Харитонов (19 травня 1930, Ленінград, Російська РФСР — 20 червня 1987, Москва, Російська РФСР) — радянський актор театру і кіно. Заслужений артист РРФСР (1972).

## Життєпис
Першу роль в кіно у фільмі «Школа мужності» зіграв в 1954 році, ще бувши студентом. Після виходу фільму «Солдат Іван Бровкін» (1955) став кумиром покоління.
За кілька років знявся у головній ролі у близько десяти картинах, в яких створив образ нового соціального героя — доброго, чарівного й «злегка недолугого». Створені ним герої не тільки виховували, але й веселили.
Один з найпопулярніших акторів радянського кіно 1950-х років.

## Фільмографія
- «Школа мужності» (1954)
- «Син» (1955)
- «Солдат Іван Бровкін» (1955)
- «Васьок Трубачов і його товариші» (1955)
- «В добрий час!» (1956)
- «Вулиця сповнена несподіванок» (1957)
- «Довгий день» (1961)
- «Вогонь, вода та... мідні труби» (1968)
- «Інкогніто з Петербурга» (1977)
- «Суєта суєт» (1979)
- «Чародії» (1982, Одеська кіностудія)